# Їржі Пехе
Їржі Пехе (чеськ. Jiří Pehe, нар. 26 серпня 1955 року, Рокицани) — чеський політолог, письменник та політичний коментатор. Він написав сотні статей та аналітичних досліджень про події у Східній Європі для американських, чеських та німецьких щоденників та наукових журналів. А також є постійним коментатором політичних подій в Чехії та за кордоном.

## Життєпис
Закінчив гімназію та юридичний факультет Карлового університету у Празі. У 1981 році емігрував з Чехословацької Республіки через Югославію до Італії, а згодом до США, де отримав політичний притулок. В еміграції в 1985 році закінчив Школу міжнародних відносин при Колумбійському університеті в Нью-Йорку. З 1985 року він працював директором східноєвропейських досліджень в правозахисній організації «Freedom House» і брав участь у журналах та щоденниках, зокрема «New York Times». З 1988 по 1994 рік він працював керівником аналітичного відділу для Центральної Європи в Дослідницькому інституті Радіо Вільна Європа в Мюнхені. З 1995 по 1997 рр. — завідувач аналітичного відділу Інституту досліджень відкритих медіа у Празі. З 1997 по 1999 рік був директором політичного департаменту при Президентові Республіки Вацлава Гавела.Він був залучений як співзасновник громадського руху «Імпульс 99».
З 1999 року — директор Нью-Йоркського університету в Празі. Керівник Інституту демократії та культури Нью-Йоркського університету (PIDEC) у Празі. З 1997 по 2008 рік він був членом програмного комітету та ради директорів Фонду «Форум 2000», який організовує регулярні міжнародні конференції. З травня 2002 року він протягом семи років був членом адміністративної ради Фонду Майкла Кокаба, який управляє 29 мільйонами крон, що проходять повз поліцейського слідчого Вацлава Ласки, таємного фонду TREND.
З 2005 по 2008 рік був членом правління Фонду відкритого суспільства. З 2007 року він є членом ради директорів Американського фонду «Trust for Civil Society» у Центральній Європі. У 2011 році він разом з Вітом Клепарником та Богуславом Соботкою був одним із засновників аналітичного центру CESTA з соціальної ринкової економіки та відкритої демократії.

## Творчість
Він пише статті та аналітичні дослідження для американських, чеських та німецьких щоденників та наукових журналів. Є автором шести книг, у тому числі двох романів. З 2004 по 2010 рік він був головою редакційної ради щоквартального журналу «Přítomnost», який зосереджується на політичному та культурному розвитку в Центральній Європі. Його політично орієнтована робота включає книгу «Тунельна демократія» 2002 року. Як співавтор і редактор, він також написав книгу «Празька весна: змішана спадщина», яку опубліковав «Freedom House» разом з університетською пресою Америки в 1988 році. У 2010 році він опублікував книгу політичних нарисів «Демократія без демократів» та політичну біографію «Клаус: портрет політика у двадцяти образах». У його заслузі також романи, у 2006 році він видав книгу «На краю зниклих», а в 2009 році «Три обличчя ангела».
Окрім політичних коментарів та аналізу, він також є автором чотирьох романів.

### Співавтор
- Празька весна: змішана спадщина (чеськ. The Prague Spring: A Mixed Legacy, 1988)